# Ping Pong (Manga)
Ping Pong (jap. ピンポン, Pin Pon) ist ein Seinen-Manga von Taiyō Matsumoto, der vom Werdegang eines jungen Tischtennisspielers erzählt. Die 1996 und 1997 in Japan erschienene Serie wurde 2002 als Realfilm und 2014 als Anime-Fernsehserie adaptiert. 1997 und 1998 war Taiyō Matsumoto mit Ping Pong für den Osamu-Tezuka-Kulturpreis nominiert.

## Handlung
Die Oberschüler Makoto „Smile“ Tsukimoto und Yutaka „Peco“ Hoshino besuchen gemeinsam den Tischtennis-Klub der Katase-Oberschule. Doch schwänzt Peco oft das Training, obwohl er einer der besten Spieler seiner Altersgruppe ist. Er geht lieber in die kleine Tischtennishalle in seiner Nachbarschaft, die von einer alten Frau geführt wird. Da beide eng befreundet sind, begleitet ihn Smile oft dorthin und sie spielen gegeneinander. Auch Smile ist deutlich besser als andere Spieler, nimmt sich aber immer zurück. Er will eigentlich nur aus Spaß spielen und nicht, um zu gewinnen.
Als der ehemalige chinesische Jugend-Nationalspieler Kong „China“ Wenge nach Japan kommt, kommt es bei einem Training an einer anderen Schule zufällig zu einem Spiel von ihm gegen Peco. Peco verliert haushoch und ist enttäuscht, da er sonst immer alle seine Gegner weit übertrifft. China, der aus der Nationalmannschaft ausgeschlossen wurde und deshalb von seinem Trainer nach Japan geschickt wurde, ist vom niedrigen Leistungsniveau der japanischen Spieler genervt. Smile lehnt es ab, gegen ihn zu spielen.
Ryūichi „Dragon“ Kazama von der Kaiō-Oberschule bemerkt das Talent von Smile und versucht ihn für sein Team abzuwerben. Davon animiert, fördert Jō Koizumi, der alte Trainer der Katase-Oberschule, Smile gezielt und weckt seinen Kampfgeist. Beim nächsten Turnier tritt er schließlich gegen China an und kann diesen nach anfänglichen Rückschlägen fast besiegen.

## Veröffentlichung
Die Serie erschien von 1996 bis 1997 im Manga-Magazin Big Comic Spirits in Japan. Der Verlag Shogakukan brachte die Kapitel auch in fünf Sammelbänden heraus. Auf Deutsch erschien die Serie von Juli 2022 bis November 2023 bei Reprodukt in einer Übersetzung von Daniel Büchner. Delcourt veröffentlichte von 2003 bis 2005 eine französische Übersetzung.
Shogakukan veröffentlichte am 1. April 2014 des Weiteren eine zweibändige Neuauflage des Mangas, genannt Ping Pong: Full Game (ピンポン　フルゲームの, Pin Pon Furu Gēmu no). In Nordamerika wurde durch Viz Media eine englische Übersetzung veröffentlicht, die auf der  „Full Game“-Edition basiert. Die beiden englischsprachigen Bände wurden am 19. Mai und 15. September 2020 herausgebracht.

## Realverfilmung
Unter der Regie von Fumihiko Sori entstand 2002 ein Realfilm auf Grundlage des Mangas. Der Film kam am 20. Juli 2002 in die japanischen Kinos. Shidō Nakamura wurde bei den Japanese Academy Award als Newcomer für das Spiel seiner Nebenrolle ausgezeichnet.

## Anime-Fernsehserie
Im Studio Tatsunoko Production entstand 2014 eine Anime-Serie zum Manga. Die Drehbücher und Storyboards aller Folgen sowie Serienregie stammen von Masaaki Yuasa, assistiert von Eun-Young Choi als stellvertretender Regisseurin, und die künstlerische Leitung lag bei Kevin Aymeric. Alle drei arbeiteten bereits ein Jahr zuvor an Yuasas über die Crowdfunding-Plattform Kickstarter finanzierten Kurzfilm Kick-Heart in diesen Positionen zusammen. Die verantwortlichen Produzenten waren Yōhei Shintaku und Yuka Okayasu und das Charakterdesign entwarf Nobutake Itō.
Die elf Folgen der Serie wurden vom 10. April bis 20. Juni 2014 von Fuji TV im Programmblock Noitamina gezeigt. Die Plattform Crunchyroll stellte die Serie parallel zur japanischen Ausstrahlung mit arabischen, deutschen, englischen, italienischen, portugiesischen, spanischen und später französischen Untertiteln in Europa und dem Nahen Osten per Streaming zur Verfügung. AnimeLab streamte die Serie in Australien sowie Neuseeland, Wakanim in Frankreich und Funimation in Nordamerika sowie dem Vereinigten Königreich.
Masaaki Yuasa erhielt für die Serie den großen Preis des Tokyo Anime Awards Festival.

### Synchronisation
| Rolle                    | japanischer Sprecher (Seiyū) |
| ------------------------ | ---------------------------- |
| Makoto „Smile“ Tsukimoto | Kōki Uchiyama                |
| Yutaka „Peco“ Hoshino    | Fukujurō Katayama            |
| Obaba                    | Masako Nozawa                |
| Jō Koizumi               | Yusaku Yara                  |
| Kong „China“ Wenge       | Yōsei Bun                    |
| Ryūichi „Dragon“ Kazama  | Shunsuke Sakuya              |
| Manabu „Demon“ Sakuma    | Subaru Kimura                |

### Musik
Die Musik der Serie wurde komponiert von Kensuke Ushio. Für den Vorspann verwendete man das Lied Tada Hitori (唯一人) von Bakudan Johnny. Der Abspann wurde unterlegt mit Bokura ni Tsuite (僕らについて) von merengue.